# Kabupaten de Tegal
Le kabupaten de Tegal (en indonésien Kabupaten tegal) est un kabupaten d'Indonésie situé sur la côte nord de la province de Java central. Sa capitale est Slawi, mais sa ville la plus importante est Tegal, qui a statut de kota.

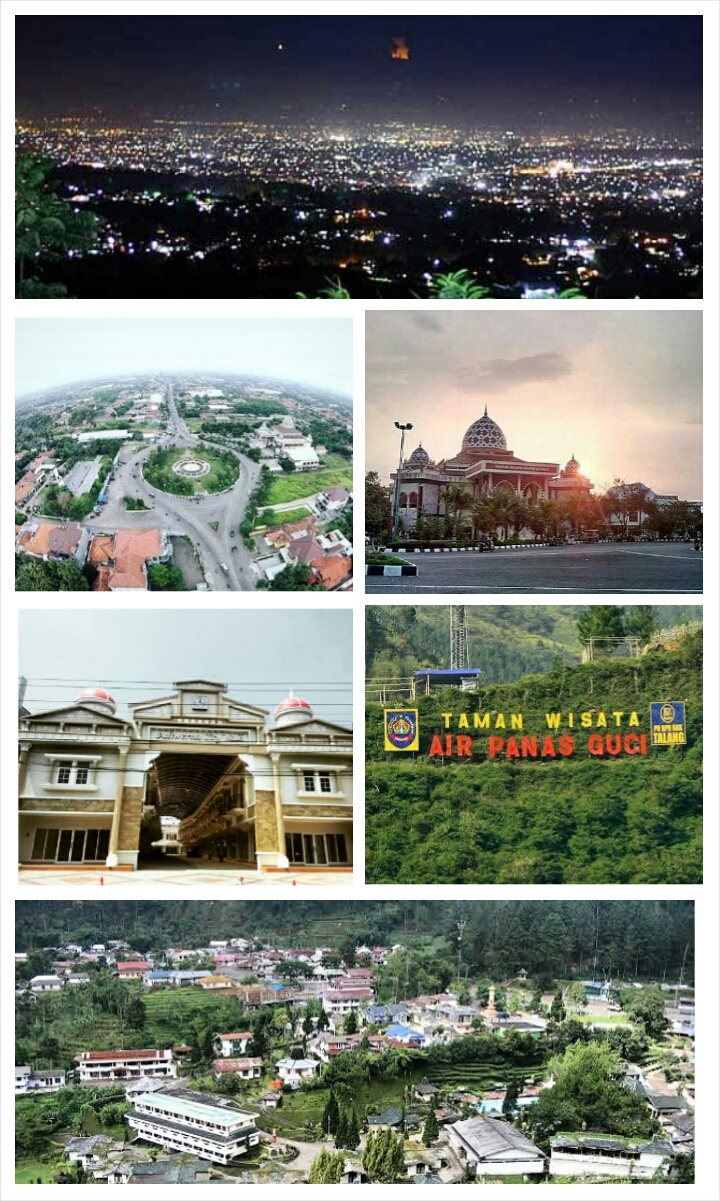
Dans le sens des aiguilles d'une montre à partir du haut : paysage de la régence de Tegal depuis le sommet des collines Star, grande mosquée de la régence de Tegal, site touristique de Guci, paysage de campagne dans le village de Guci, promenade dans la ville d'Adiwerna et rond-point de la ville de Slawi